# Cazaci, Cetatea Albă
Cazaci (în ucraineană Старокозаче, transliterat: Starokazace) este localitatea de reședință a comunei Cazaci din raionul Cetatea Albă, regiunea Odesa, Ucraina.

## Demografie
Componența lingvistică a localității Cazaci
     Ucraineană (88,95%)
     Rusă (6,42%)
     Română (3,24%)
     Alte limbi (1,33%)
Conform recensământului din 2001, majoritatea populației localității Cazaci era vorbitoare de ucraineană (88,95%), existând în minoritate și vorbitori de rusă (6,42%) și română (3,24%).